# ELM327
Az ELM327 egy előre programozott mikrovezérlő, amely a legtöbb modern autóban meglévő fedélzeti diagnosztika interfészeinek adatait kezeli és fordítja le a feldolgozó rendszerek által elfogadható formába. Az ELM Electronics terméke, amely a nevében is megjelenik. Az ELM327 parancsprotokoll egyike a legnépszerűbb PC-OBD interfész szabványoknak, és más gyártók általi megvalósításai is léteznek.
Az eredeti ELM327-et a Microchip Technology PIC18F2480 mikrovezérlő-típusával készítették el.
Az ELM327 az ELM Electronics OBD transzlátorainak családjába tartozik, annak egy alapvető típusa. A család többi tagja csak az OBD-protokollok csak egy részét képes kezelni.

## Felhasználása
Az ELM327 kezeli, összefogja és szükség esetén feldolgozza az alacsony szintű protokollokból kinyert adatokat, és azokat egy egyszerű interfészen keresztül szolgáltatja, amelynek hívásához elég egy közönséges UART, ami lehetővé teszi a kézi diagnosztikai eszközökhöz, PC-n futó programokhoz vagy akár telepített diagnosztikai hardvereszközökhöz való kapcsolódást USB, RS-232 vagy Bluetooth csatornákon keresztül. Az újabb alkalmazások okostelefonokon keresztül is elérhetők (vagy fordítva: azok okostelefonokhoz is képesek csatlakozni).
Számos rendelkezésre álló program képes az ELM327-hez csatlakozni.
A szoftverek funkcióiba általában beletartoznak a következők:
- Kiegészítő műszeres ellenőrzés (OBD)
- Hibakódok jelentése
- Hibakódok törlése

## Az ELM327 által támogatott protokollok
- SAE-J1850 PWM (41,6 kbaud)
- SAE-J1850 VPW (10,4 kbaud)
- ISO 9141-2 (5 baud init, 10,4 kbaud)
- ISO 14230-4 KWP (5 baud init, 10,4 kbaud)
- ISO 14230-4 KWP (fast init, 10,4 kbaud)
- ISO 15765-4 CAN (11 bit ID, 500 kbaud)
- ISO 15765-4 CAN (29 bit ID, 500 kbaud)
- ISO 15765-4 CAN (11 bit ID, 250 kbaud)
- ISO 15765-4 CAN (29 bit ID, 250 kbaud)

## ELM327 parancskészlet
Az ELM327 parancskészlet hasonlít a Hayes-kompatibilis modemek AT-parancskészletére.

## ELM327 alternatívák
Az OBD Solutions STN1110 terméke támogatja az ELM327 parancskészletet a meglévő ELM327 szoftveralkalmazásokkal való kompatibilitás fenntartása miatt, és ezzel párhuzamosan egy kiterjesztett parancskészletet is futtat, amely kiterjesztett lehetőségeket biztosít. Ez nem kivezetés-kompatibilis az ELM327 IC-vel. A STN1110 2010-ben jelent meg a piacon.

## Kalózmásolatok
Az ELM327 1.0 verziójában nem alkalmaztak másolásvédelmet, emiatt a PIC kódot lemásolták és az széles körben elterjedt a különféle forrásokból származó, állítólagosan ELM327-kompatibilis diagnosztikai eszközök körében. Ezekkel sok probléma van, és gyakran kínai gyártmányú klónok, amelyekben a hibákat nem is a technológia, hanem a korai változatban található szoftverhibák okozzák.
Bár a kalózmásolatok valóban tartalmazhatják az ELM327 v1.0-s kódot, gyakran hamis verziószámot közölnek, amely lehet akár nem létező vagy még meg sem jelent verzió azonosítója is. A visszajelzett verziószámtól függetlenül a kalózmásolatok funkcionalitása az eredeti ELM327 v1.0 verzióra korlátozódik, az abban benne rejlő fogyatékosságokkal együtt.

## Fordítás
Ez a szócikk részben vagy egészben  az   ELM327 című angol Wikipédia-szócikk ezen változatának fordításán alapul.  Az eredeti cikk szerkesztőit annak laptörténete sorolja fel. Ez a jelzés csupán a megfogalmazás eredetét és a szerzői jogokat jelzi, nem szolgál a cikkben szereplő információk forrásmegjelöléseként.